# Kroonvense Heide
De Kroonvense Heide is, samen met De Pals, een gebied van 508 ha ten zuiden van Bladel, dat voornamelijk uit naaldbos bestaat. Dit is in het begin van de 20e eeuw geplant op voormalige heide, die voor een deel in landbouwgebied en voor een deel in productiebos werd omgezet.
In het uiterste oosten van dit gebied stroomt de Aa of Goorloop. Hierin bevindt zich een zandvang in de vorm van een klein opgestuwd meertje. In de omgeving van het riviertje is ook loofbos te vinden.
Eigenaar van het gebied is de gemeente Bladel.
Er zijn een aantal vennen en heidegebiedjes gespaard gebleven. Het betreft het Kroonven, het Oude Kroonven, en het Neerven. Het Neerven is het grootste ven. Alle vennen zijn fraai begroeid met Waterlelies.
Het interessantst is het Kroonven, dat eigenlijk uit een reeks van drie met elkar verbonden vennen bestaat: Kroonven, Klein Kroonven en Tjop Venneke. Vroeger kwam hier de Waterlobelia voor, deze is echter sinds 1938 uitgestorven. Wel zijn de vennen nog steeds interessant. Op de oever vindt men Zonnedauw. In het begin van de 21e eeuw worden de effecten van verzuring en dichtgroeien met bos weer zo veel mogelijk ongedaan gemaakt, onder meer door afplaggen en terugdringen van de bosrand. In de tweede helft van 2018 werd het ven uitgebaggerd en van het voedselrijke bodemslib ontdaan om zo de oorspronkelijke voedselarme vegetatie en fauna te herstellen. 
Overigens is ook het bosbeheer erop gericht om een meer gevarieerd bos te krijgen dat niet enkel de houtproductie tot doel heeft.
De Pals ligt ten oosten van de Postelsedijk. Op het grondgebied van de voormalige gemeente Hapert staat een landhuis van deze naam.
Het gebied sluit in het zuiden aan op Boswachterij De Kempen, in het oosten op de Cartierheide, Hapertse Heide en landgoed Ten Vorsel en in het westen op Peelse Heide. Ten noorden van het gebied liggen akkers en de bebouwde kom van Bladel.

## Monument
In het gebied bevindt zich een gedenksteen ter herinnering aan de verzetsmensen J.C.M. Freericks en W.K. Flipse, die daar ter plaatse op 20 september 1944, met de bevrijding in zicht, door de nazi's werden vermoord.

## Recreatie
Er zijn een aantal wandeltochten uitgezet in dit gebied. Ook zijn er een aantal recreatieve voorzieningen aan de rand van het gebied, zoals een groep bungalows en een camping.